# Валейко, Эдмундс
Эдмундс Валейко (латыш. Edmunds Valeiko; род. 22 июня 1972, Рига, Латвийская ССР, СССР) — латвийский профессиональный баскетболист и тренер.

## Карьера
К тренерской работе приступил в 2007 году, возглавив «АСК Буки» из Латвии.
В июне 2016 года стал ассистентом главного тренера «Нижнего Новгорода» Артурса Шталбергса.
На чемпионате Европы (до 20 лет), проходившем в июле 2016 года в Хельсинки, Валейко был ассистентом главного тренера молодёжной сборной Латвии Арниса Вецвагарса. Под их руководством команда заняла 6 место.
В августе 2017 года стал ассистентом главного тренера в «Цмоки-Минск».
В январе 2019 года, после отставки Александра Крутикова, Валейко продолжил работу в новом тренерском штабе «Цмоки-Минск» под руководством Ростислава Вергуна.
В мае 2019 года Валейко продлил контракт с «Цмоки-Минск».